# Джилдоне
Джилдо̀не (на италиански: Gildone) е село и община в Централна Италия, провинция Кампобасо, регион Молизе. Разположено е на 608 m надморска височина. Населението на общината е 884 души (към 2010 г.).